# 短药肋柱花
短药肋柱花（学名：Lomatogonium brachyantherum）为龙胆科肋柱花属下的一个种。

## 扩展阅读
- 維基物種上的相關：短药肋柱花